# Francesco Chiesa (prêtre)
Pour les articles homonymes, voir Francesco Chiesa.
Francesco Chiesa, né le 2 avril 1874 à Montà et mort le 14 juin 1946 (72 ans) à Alba, est un prêtre et théologien italien, connu pour avoir été le directeur spirituel du bienheureux Giacomo Alberione, qui le conseilla dans sa fondation de la Famille paulinienne.

## Biographie
Après sa profession religieuse, il obtient une licence en philosophie et en théologie. Pendant une cinquantaine d’années, il enseigne au séminaire et à la Société de Saint Paul, communicant aux jeunes séminaristes et prêtres à la fois les connaissances et l’esprit sacerdotal. Il se consacre en même temps à l’activité rédactionnelle, et il écrit de nombreux livres et articles pour des revues. 
Nommé curé de la paroisse des Saints Côme et Damien d'Alba en 1913, il la guide avec sagesse et dévouement durant trente-trois ans. Directeur spirituel et conseiller du bienheureux Giacomo Alberione, il soutient la Famille paulinienne à sa naissance et l’accompagne dans son développement.

## Béatification et canonisation
- Le pape Jean-Paul II la reconnu vénérable le 11 décembre 1987.